# Jo Schouwenaar-Franssen
Johanna Frederika (Jo) Schouwenaar-Franssen (ur. 3 maja 1909 w Rotterdamie, zm. 24 grudnia 1995 w Bilthoven) – holenderska polityk i nauczycielka, deputowana krajowa i europejska, w latach 1963–1965 minister prac społecznych.

## Życiorys
Córka nauczyciela Cornelisa i Geertruidy Smith. W 1934 ukończyła studia z filologii klasycznej na Uniwersytecie w Lejdzie, kształciła się podyplomowo w zakresie etruskologii na Uniwersytecie w Perugii. Przez wiele lat pracowała jako nauczycielka języków klasycznych i historii starożytnej w szkołach w Hadze, Rotterdamie i Bilthoven. W okresie II wojny światowej pomagała w ukrywaniu osób przed okupantem. Kierowała także stowarzyszeniem kobiet z wyższym wykształceniem VVAO i krajową unią kobiet CNV, została wiceprzewodniczącą International Federation of University Women.
W 1945 wstąpiła do Liberalnej Partii Państwowej, przekształcanej w Partię Wolności i Partię Ludowej na rzecz Wolności i Demokracji, od 1946 do 1949 zasiadała w radzie miejskiej Rotterdamu. W latach 1956–1963 i 1966–1971 deputowana Eerste Kamer, była oddelegowana do Parlamentu Europejskiego (1961–1963) i Zgromadzenia Parlamentarnego NATO (1969). Od lipca 1963 do sierpnia 1965 minister prac społecznych w rządzie Victora Marijnena.
Od 1945 była zamężna z deputowanym Partii Pracy Arie Janem Schouwenaarem (zm. 1962), mieli troje dzieci.

## Odznaczenia
Odznaczona Orderem Oranje-Nassau Wielki Oficer (1965) oraz Orderem Lwa Niderlandzkiego III klasy (1968) i II klasy (1971).